# Bernard Hill
Bernard Hill, angleški filmski, gledališki in televizijski igralec, * 17. december 1944, Manchester, Anglija, Združeno kraljestvo, † 5. maj 2024.
Najbolj poznan je po vlogi Théodena v filmski trilogiji Gospodar prstanov ter po vlogi kapitana ladje RMS Titanic v istoimenskem filmu. Je edini igralec, ki je igral v več kot enem filmu, nagrajenem z 11 oskarji (Gospodar prstanov: Kraljeva vrnitev in Titanic). S tema filmoma je tudi eden od samo treh igralcev, ki je igral v več kot enem filmu s skupnim zaslužkom več kot eno milijardo dolarjev (druga dva sta Orlando Bloom, ki je igral v Kraljevi vrnitvi in v Piratih s Karibov ter Johnny Depp, ki je igral v Piratih in Alici v čudežni deželi).

## Zgodnje življenje
Hill se je rodil v mestu Blackley v Manchestru. Odraščal je v katoliški družini rudarjev. Hill je obiskoval šolo Xaverian College, nato pa še Manchester Polytechnic School of Drama hkrati Richarda Griffithsa. Učil in diplomiral je v gledališču, leta 1970.

## Kariera
Leta 1976 je Hill igral v seriji Granad Television v epizodi z naslovom "The Jolly Swagmen", policijskega nadzornika Cluffa.

### Film Fantje iz Blackstuff
Hill se je najprej uveljavil kot Yosser Hughes, moški delavskega razreda, ki ga je na koncu pripeljal do roba po nerazločenem sistemu, v BBC-jevem programu BBC Play for Today Alana Bleasdaleja in nadaljevanki serije, Fantje iz Blackstuffa. Mnogokrat ponovljena fraza Gizza job ("Daj nam službo") njegovega lika je postala priljubljena pri protestnikih proti vladi Margaret Thatcher zaradi velike brezposelnosti v tistem času.

### Poznejša kariera
Pred tem je prevzel manjše dele v številnih britanskih televizijskih dramah, saj se je leta 1976 v priznanem I, Claudiusu igral kot Gratus, neumni vojak kaligulovega telesnega stražarja, ki je Claudiusa potegnil iz skrivališča v palači in ga predstavil kot  pravi dedič cesarstva in tudi kot Richard Plantagenet, vojvoda York v produkciji BBC-ja Shakespeare 1982 v Shakespearovih igrah Henryja VI.
Leta 1985 je igral glavno vlogo v TV dramatizaciji življenja Johna Lennona, A Journey in the Life. Poleg televizijskih vlog je Hill igral na odru v filmu Cherry Orchard, pa v filmu Macbeth in A View from the Bridge.
Hill je nato dobil kritiko za svoj nastop kot Joe Bradshaw v filmu Shirley Valentine (1989), o Liverpoolovi gospodinji (Pauline Collins), ki je bila nekdanja upornica proti ustanavljanju in se vključuje v zunajzakonsko afero. Hill je svojemu življenjepisu dodal vidnejše filme, vključno z gorami Lune (1990), Skallagrigg (1994) in Madagaskarjem Skin (1995).
Sredi devetdesetih je Hill začel redno igrati v filmih. Njegova prva večja vloga je bila v filmu The Ghost and the Darkness (1996), v katerem je igral Vala Kilmerja kot inženirja mostu, ki mora kljub obojestranski neprijaznosti zaupati lovcu na veliko divjad (Michael Douglas);  Hill je upodobil vlogo Davida Hawthorna. Hill je nato v filmu potonil z ladjo, ko je igral kapitana Edwarda J. Smitha v filmu Titanic (1997) režiserja Jamesa Camerona, s katerim se je Hill odlično razumel - izkušnja, ki je večina ljudi ni delala na filmu. Bil je v takrat največjem filmu vseh časov, ki je pritegnil pozornost njegove kariere, saj je Hill postal bolj iskan za vidnejše vloge. 
Hill je igral Philosa v filmu The Scorpion King (2002), v katerem sta igrala Dwayne "The Rock" Johnsona, Michaela Clarka Duncana in Kelly Hu. 
Hill je postal znan v svetovnem občinstvu, ko je igral vlogo kralja Théodana iz Rohana v filmu Gospodar prstanov, režiserja Petra Jacksona po istoimenskem romanu Tolkien. Preden je začel igrati, je režiser Peter Jackson preusmeril Hilla za vlogo Gandalfa. Ko naj bi zapustil komplet ob koncu produkcije, je Jackson podaril Hillu dva darila, Théodenovo čelado in meč Herugrim.
Na podelitvi televizijskih nagrad BAFTA in mednarodne nagrade Emmy leta 2006 je bil Hill nominiran za upodobitev Davida Blunketta v enkratni satirični drami, zelo socialni sekretar. 
Leta 2008 je igral v filmu Valkyrie leta 2008 kot poveljnik generacije nemške enote Afrika Korp X in kot glasovni igralec Sir Walterja Becka v Fabuli III (2010). 
Igral je Samuela Cottona, ki s sinom vodi tovarno sladkih snovi v tri-delni dramski seriji BBC 2014 o Manchestru. 
Hill je igral tudi kot Thomas Howard, tretji vojvoda Norfolk, v šestdelnem BBC-jevem adaptaciji romanov Hilary Mantel, Wolf Hall. 

## Zasebno življenje
Bernard Hill je bil poročen z Marianne Hill, s katero imata sina Gabrijela. Živel v Suffolku. Bil je dolgoletni podpornik Manchester Uniteda FC. Leta 2019 je na Univerzi v vzhodni Angliji prejel častno diplomo.